# 115801 Punahou
Punahou (asteróide 115801) é um asteróide da cintura principal, a 2,0346579 UA. Possui uma excentricidade de 0,1516732 e um período orbital de 1 356,71 dias (3,72 anos).
Punahou tem uma velocidade orbital média de 19,23218614 km/s e uma inclinação de 0,62627º.
Este asteróide foi descoberto em 23 de Outubro de 2003 por David Healy.